# Dąbrowa (rejon kowelski)
Dąbrowa (ukr. Діброва) – wieś na Ukrainie w rejonie kowelskim obwodu wołyńskiego.